# Шалон, Генри Бернард
Генри Бернард Шалон (англ. Henry Bernard Chalon; 1770[…], Лондон — 15 августа 1849, Лондон) — британский художник и литограф, анималист. 

## Биография
Родился в 1770 году в Великобритании в семье выходца из Нидерландов гравёра Яна Шалона (1749–1795). Получил образование в художественной школе при лондонской Королевской академии художеств.
В дальнейшем стал известен, как художник-анималист и был назначен придворным художником-анималистом Фридерики, герцогини Йоркской. В дальнейшем занимал такую же должность при принце-регенте и при короле Вильгельме IV.
Шалон изображал лошадей, собак (в том числе питомцев британской королевской семьи), экзотических животных, сцены охоты; изредка обращался к другим темам. Он регулярно выставлял свои работы в Королевской академии, но так и не стал её действительным членом. Помимо картин, он создавал литографии, выполнял декоративные работы (например, роспись интерьерных ширм), интерес представляют также сохранившиеся рисунки Шалона. В творчестве Шалона ощущалось влияние художника-анималиста Джорджа Стаббса, однако, неясно, был ли он непосредственно его учеником.
Единственным ребёнком и ученицей Шалона была художница-миниатюристка Мария Шалон (в браке Мозли; ок. 1800–1867).
Шалон скончался в 1849 году.

## Галерея

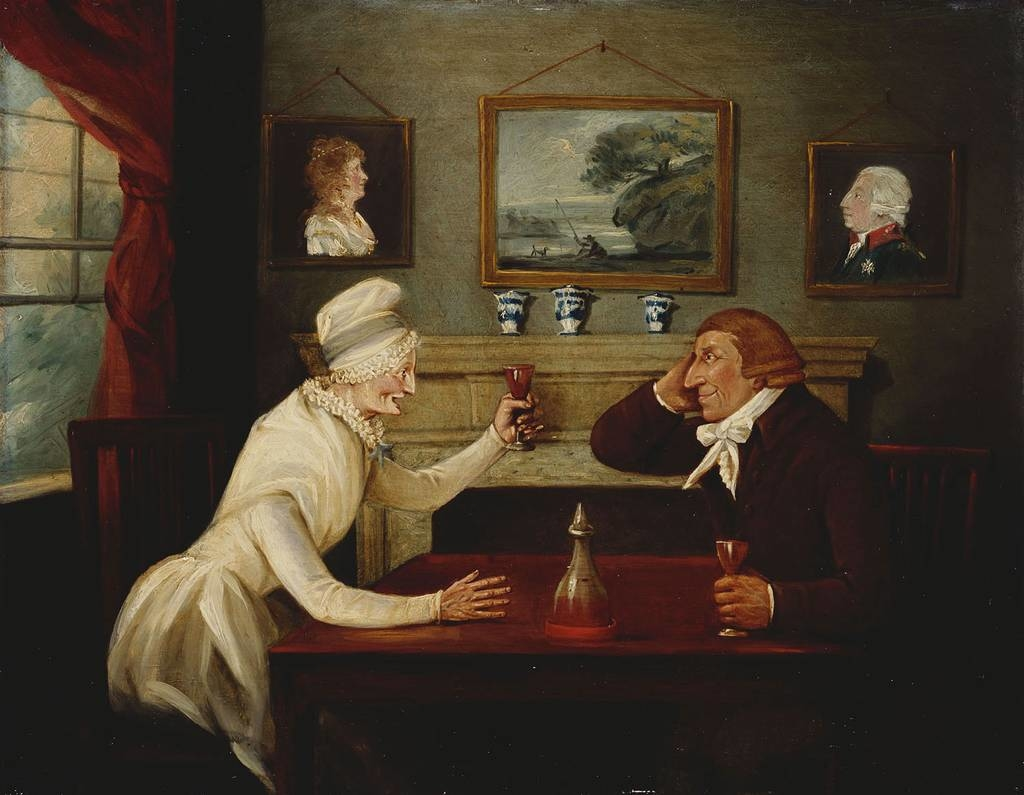
Миссис Джейн Баркер с мужем Уильямом
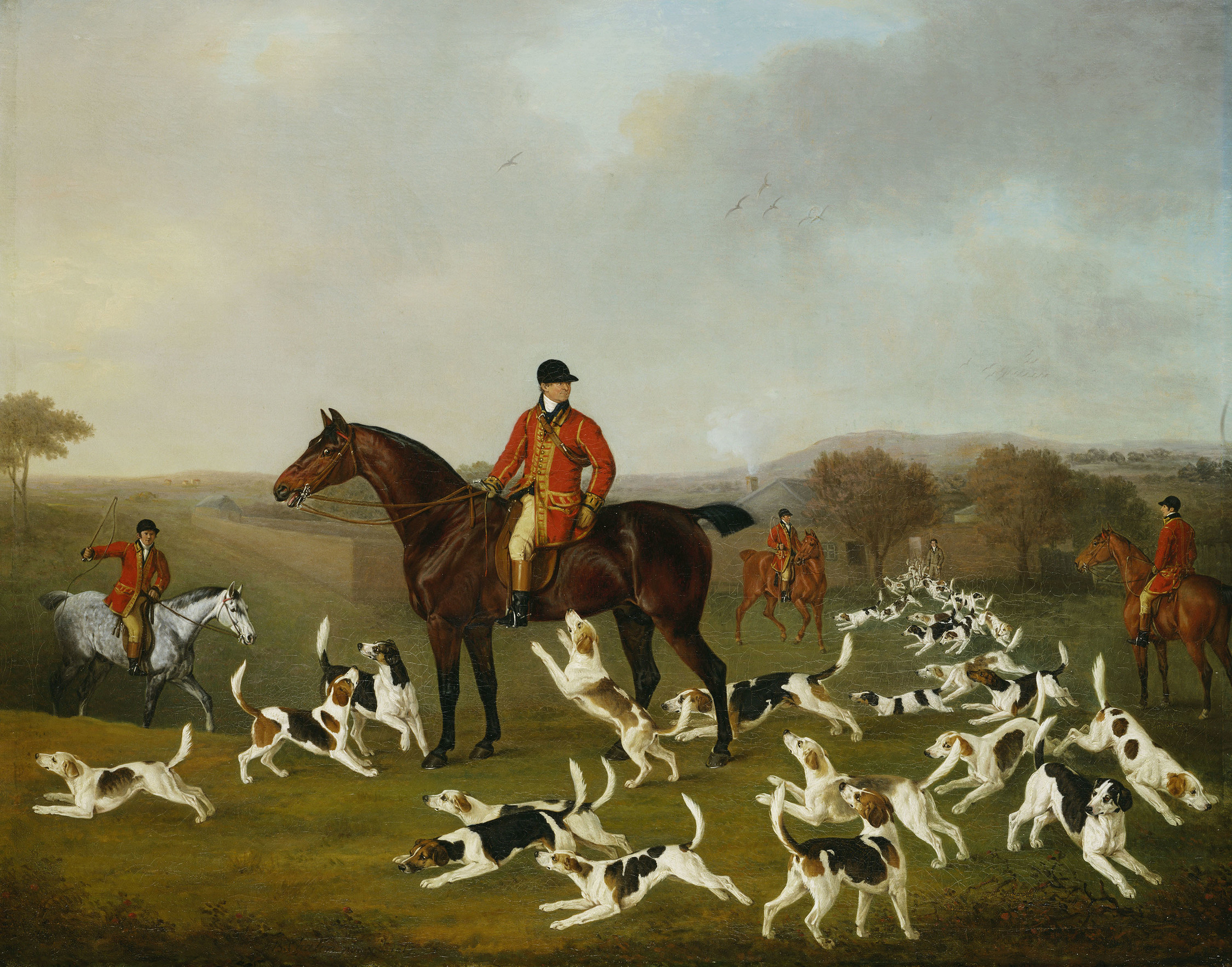
Вывод королевских гончих из псарни на пустоши Эскот
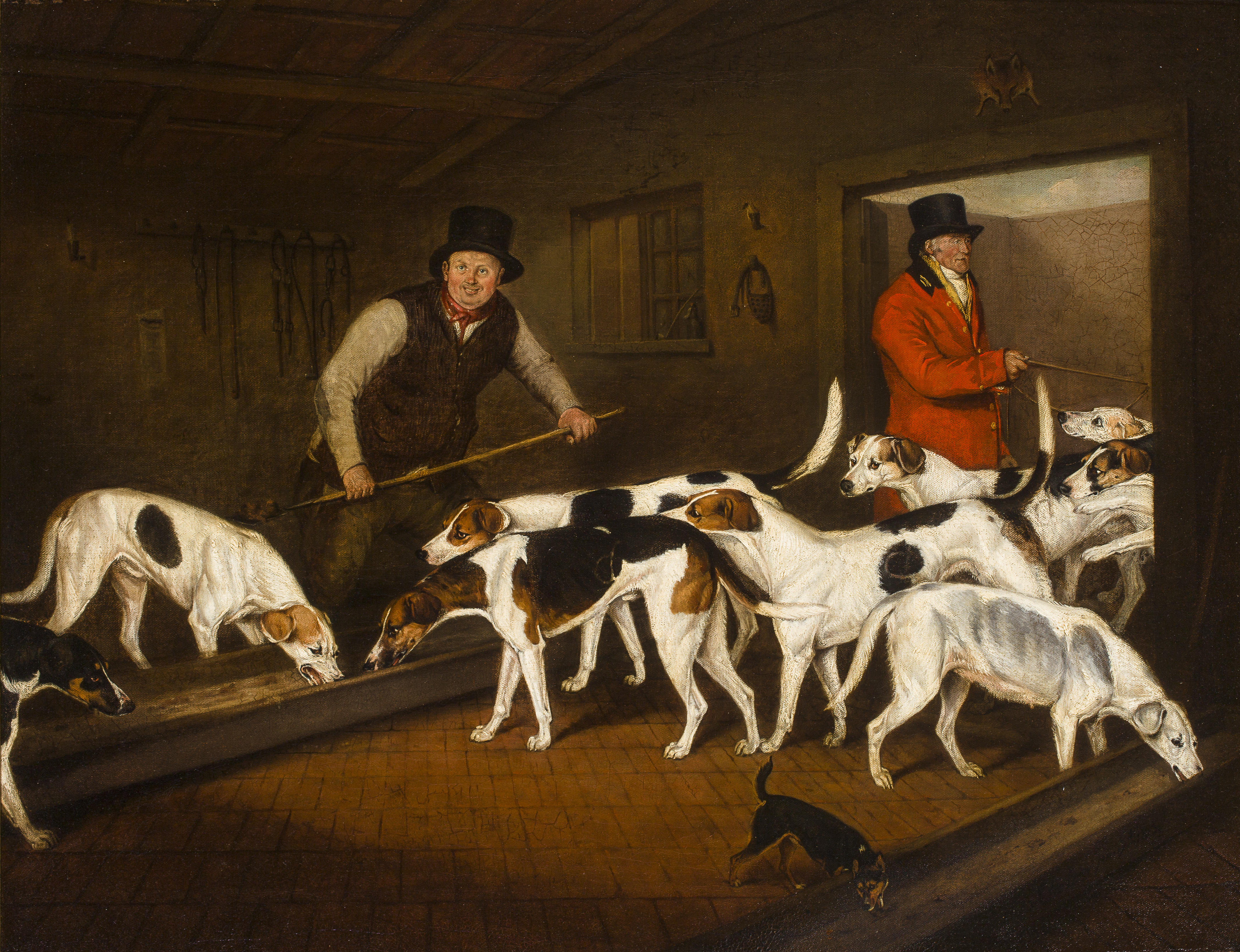
Псарня графа Дарлингтона
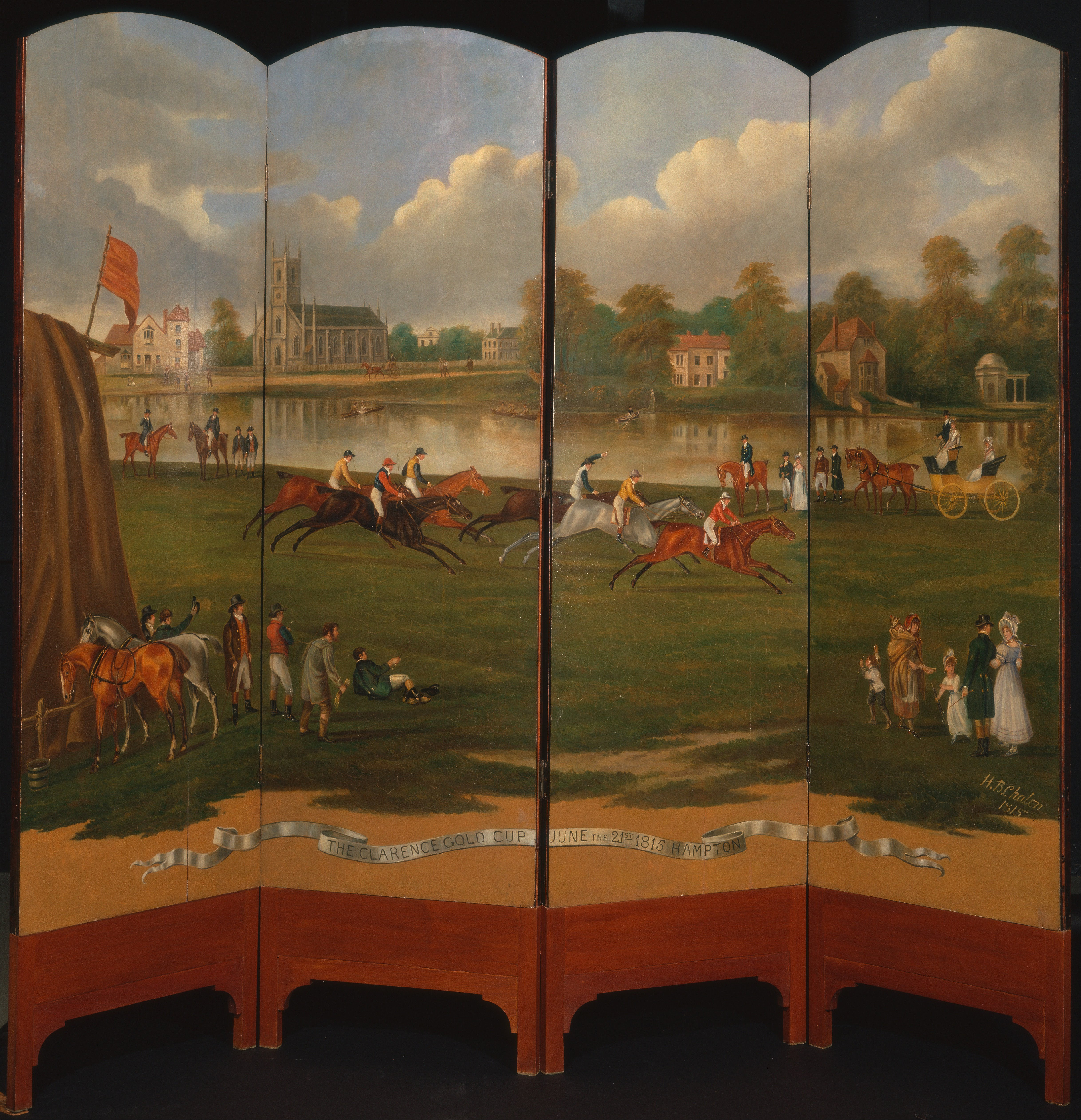
Скачки на золотой кубок герцога Кларенса в Хэмптоне. Роспись ширмы.
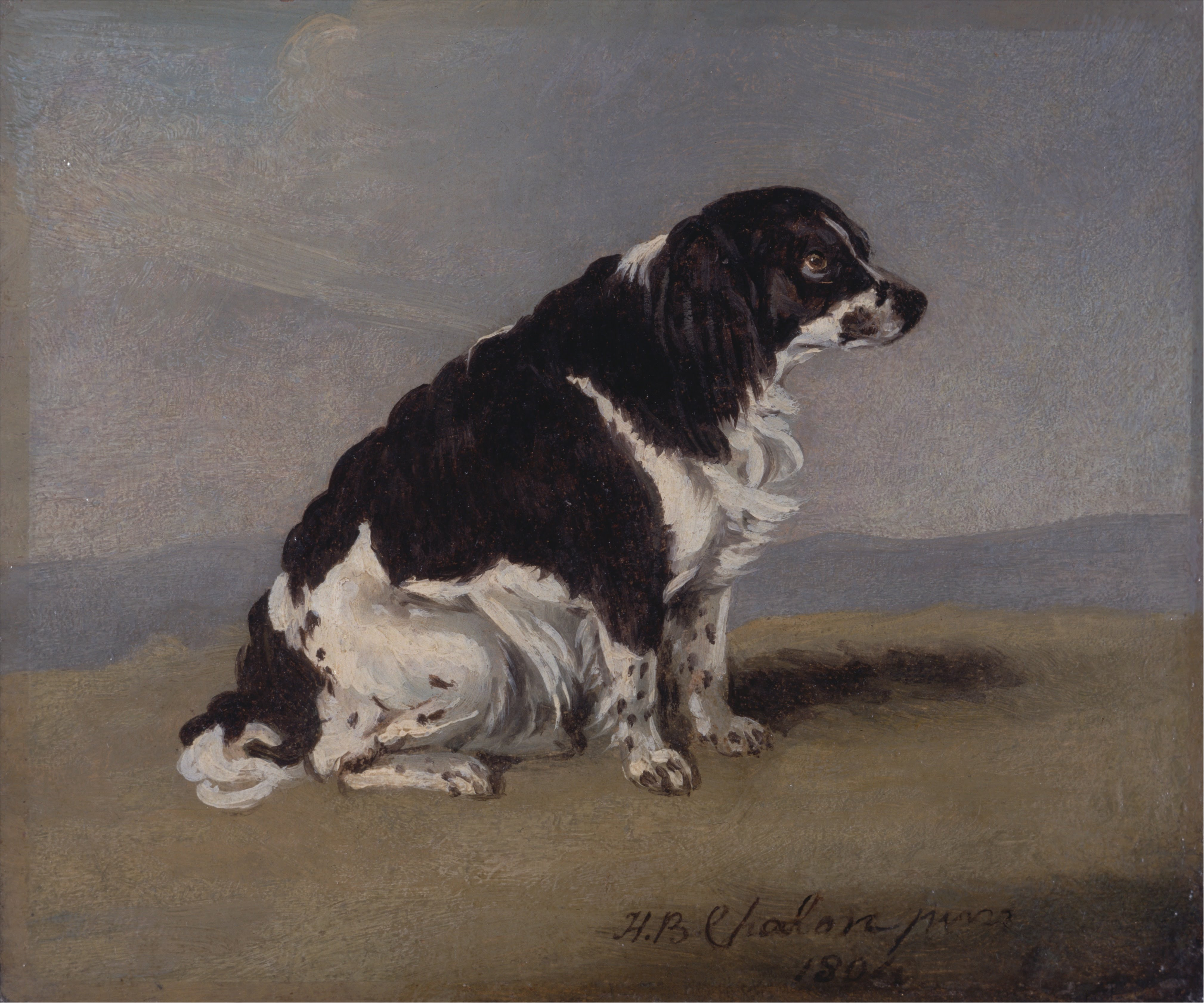
Собственный спаниэль её высочества герцогини Йоркской
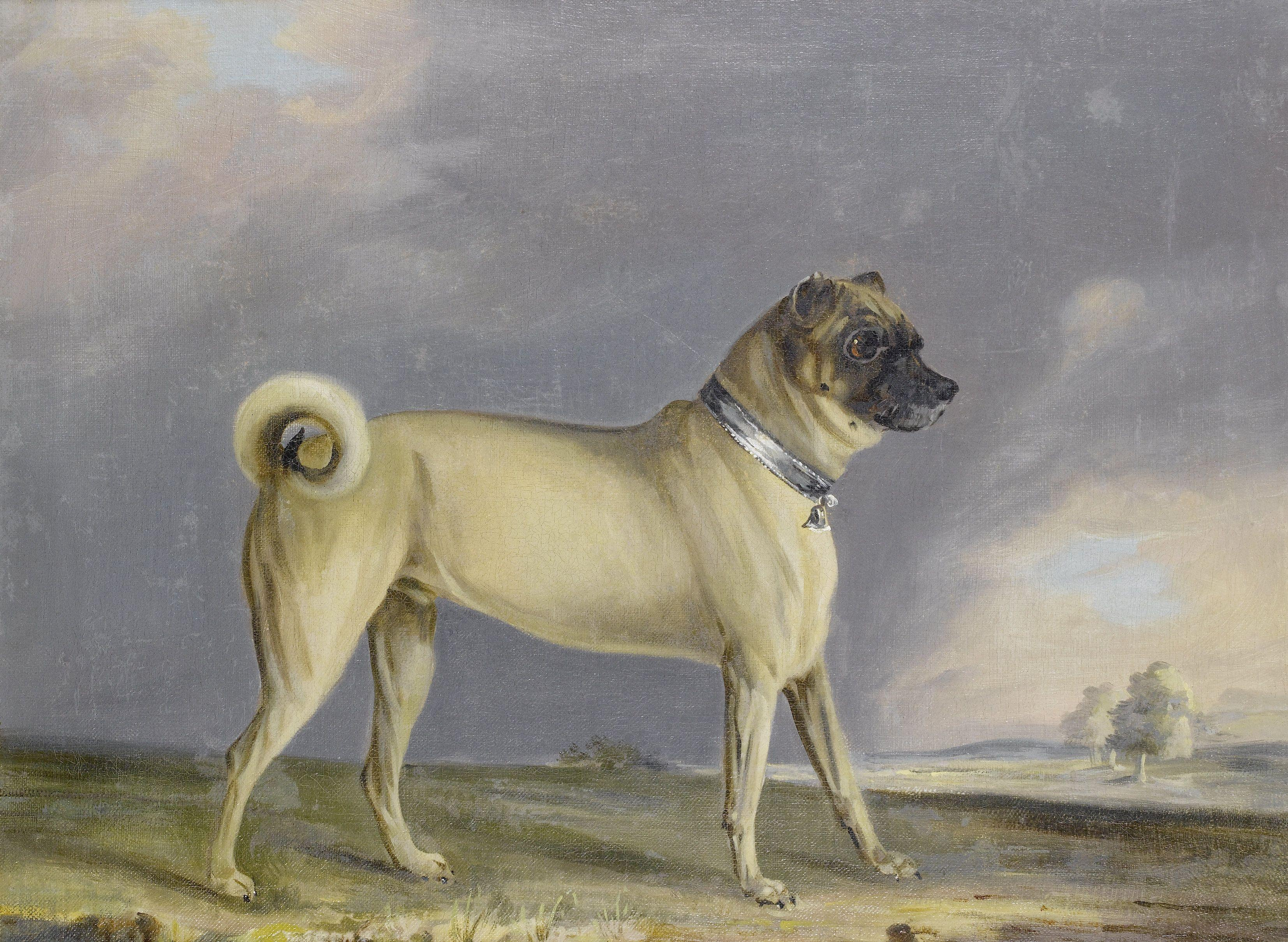
Мопс
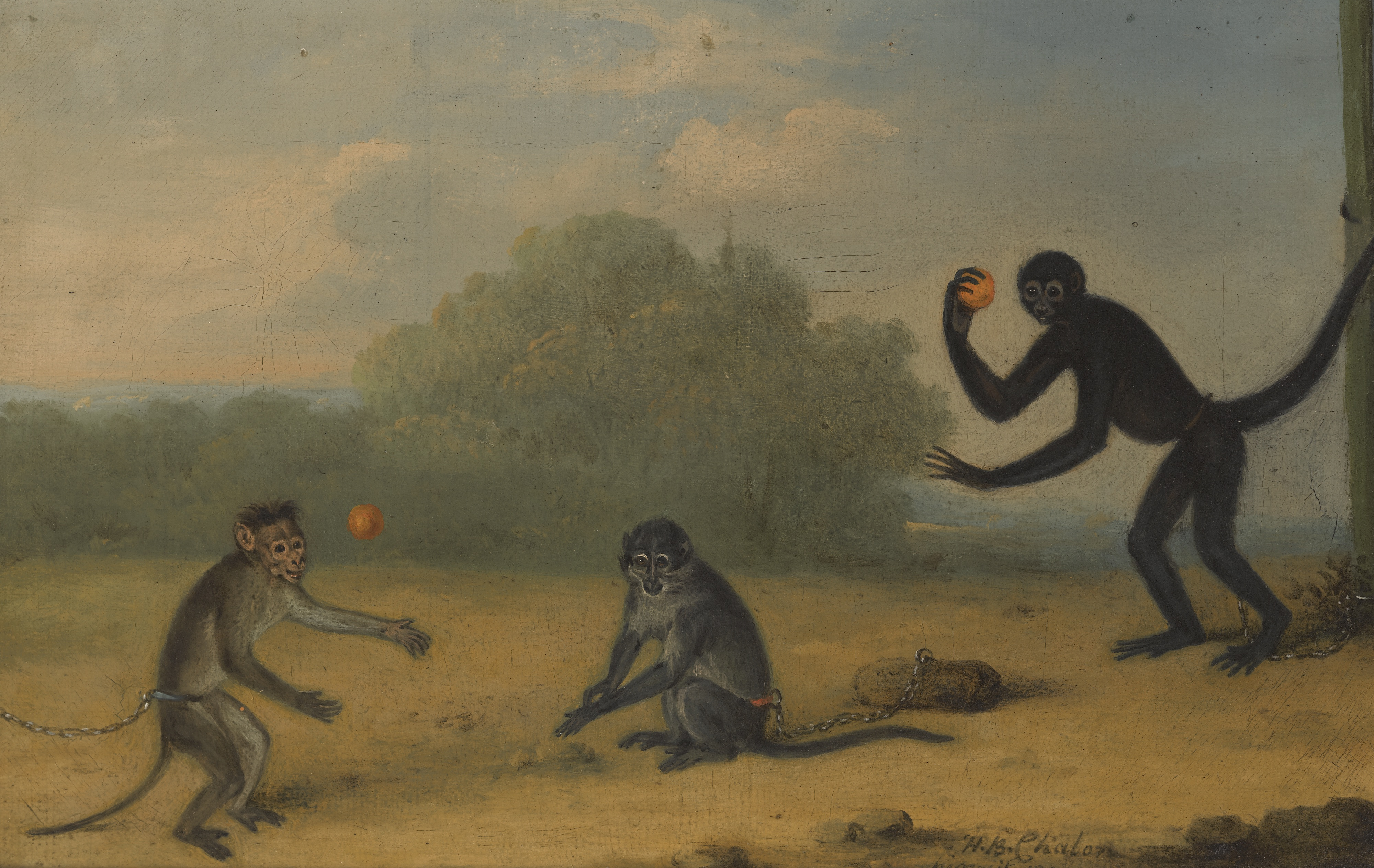
Три обезьяны
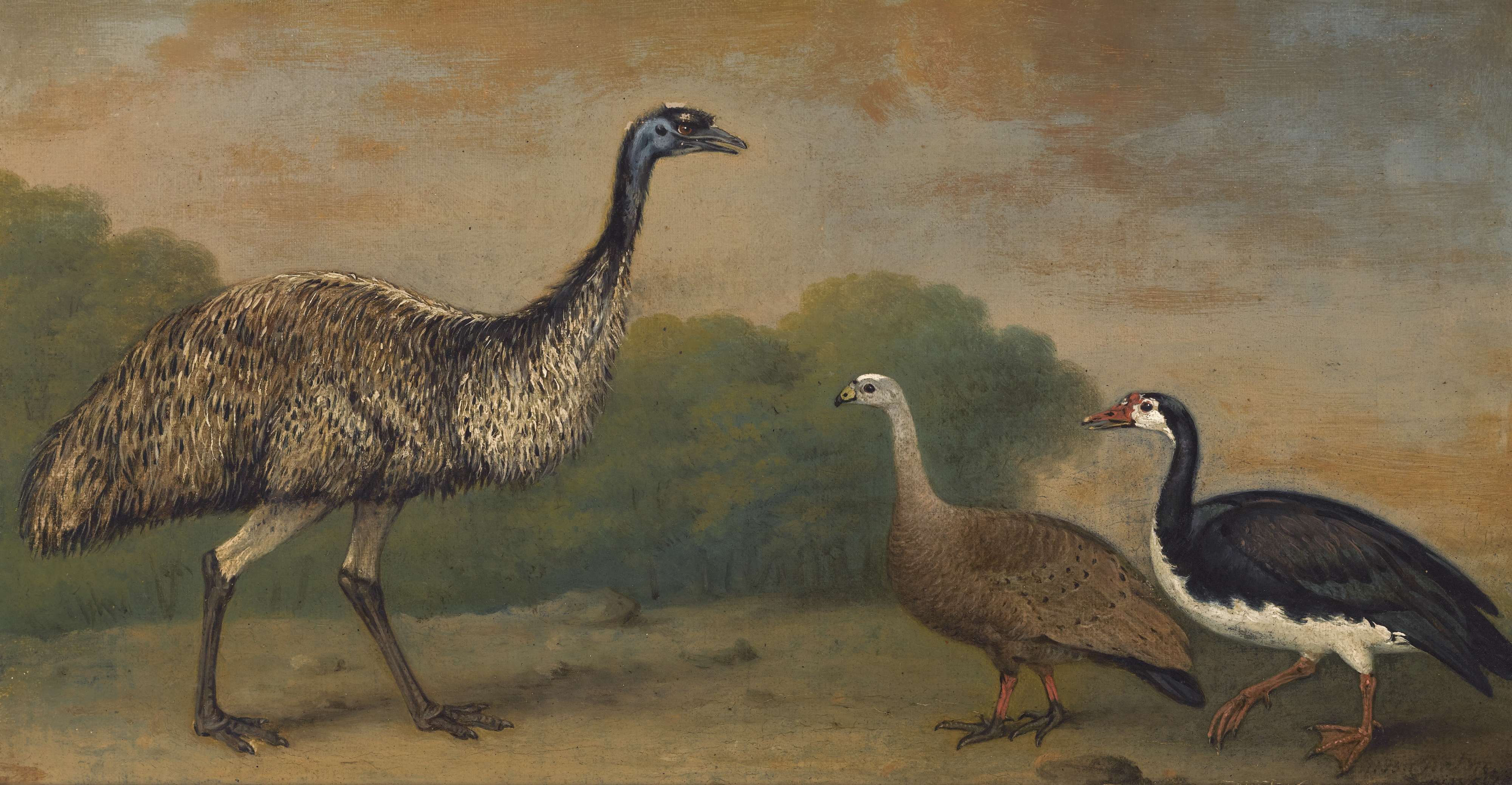
Птицы Австралии: страус эму, куриный гусь и полулапчатый гусь